# François Lehon
François Joseph Lehon (Antoing, 19 maart 1768 - 28 juni 1840) was een lid van het Belgisch Nationaal Congres.

## Levensloop
Lehon was een van de acht kinderen van Jacques-Joseph Lehon (1731-1797) en van Marie-Anne Gillion (1727-1809). Jacques-Joseph was griffier van de baronie van Antoing en regisseur van de goederen die behoorden aan de baron van Antoing, de prins de Ligne.
François Lehon was, als jongste zoon, voor het priesterschap bestemd en ging studeren aan de universiteit van Leuven. In 1780 (twaalf jaar oud) verkreeg hij een prebende in de collegiale kerk van Antoing. Toen de revolutiejaren zich aankondigden had hij nog maar de tonsuur ontvangen en verliet hij de geestelijke staat. In 1798 trouwde hij met Jeanne de Saulchoit (1776-1857) en ze kregen zeven kinderen. Hij werd advocaat en vervolgens notaris. Hij bleef verder goederen beheren voor de familie de Ligne en ook voor de Franse graaf Emile Cornudet, die honderden akten in zijn studie deed verlijden.
Hij was 62 toen hij door de kiezers van het arrondissement Doornik tot effectief lid van het Nationaal Congres werd verkozen. Hij bleef de ganse tijd van de werkzaamheden actief mewerken. Hij was een oom van Charles Le Hon. Lehon stemde voor de onafhankelijkheidsverklaring, op basis van een voorstel ingediend door zijn neef Le Hon. Bij de stemming over de eeuwigdurende uitsluiting van de Nassaus was hij afwezig.
Lehon behoorde tot de heel kleine groep, aangevoerd door Paul Devaux, die vanaf de aanvang van mening was dat men over te weinig kandidaten discussieerde met het oog op de verkiezing van een koning. Zoals Devaux was Lehon voorstander van de kandidatuur van Leopold van Saksen Coburg en hield hierover een redevoering. Dit was een merkwaardig en vooruitziend voorstel, aangezien begin 1831 de overweldigende meerderheid van de congresleden ageerde voor de kandidatuur ofwel van de hertog van Nemours, ofwel voor de hertog van Leuchtenberg, hetzij ook nog voor Karel van Oostenrijk-Teschen. Aangezien Leopold niet tot de kandidaten behoorde, stemde Lehon dan maar voor de hertog van Nemours. Wanneer vervolgens een regent moest worden verkozen, nam hij ook ditmaal niet aan de stemming deel. Uiteraard stemde hij op 4 juni voor Leopold en op 9 juli voor de aanvaarding van het Verdrag der XVIII artikelen.
Toen het Belgisch koninkrijk op het goede spoor was gezet, keerde Lehon naar zijn 'château Lehon' terug (gesloopt in 1979) en leidde er verder zijn rustig leven van landelijke notaris. De notarisstudie Lehon bleef meer dan een eeuw doorwerken in Antoing met onder meer Benoît Lehon (1810-1867), Louis Joseph Lehon (1842-ca.1902) en Auguste Lehon (1881-1944)